# نرت پودر (اورگن)
نرت پودر (به انگلیسی: North Powder) شهری در شهرستان یونیون ایالت اورگن است و در سرشماری سال ۲۰۱۱ میلادی، ۴۳۹ نفر جمعیت داشته که نسبت به سال ۲۰۱۰، ۱٫۳۷ درصد رشد جمعیت داشته‌است.